# Trương Văn Sáu
Trương Văn Sáu (sinh năm 1959) là một chính khách người Việt Nam. Ông nguyên là Phó Bí thư thường trực Tỉnh ủy, Chủ tịch HĐND tỉnh Vĩnh Long khóa VIII, tái đắc cử Chủ tịch HĐND tỉnh khóa IX, nhiệm kỳ 2016-2021.

## Tiểu sử
Ngày 20 tháng 6 năm 2016, tại kì họp lần thứ nhất Hội đồng nhân dân tỉnh Vĩnh Long khóa 9, Trương Văn Sáu tái đắc cử chức vụ Chủ tịch Hội đồng nhân dân tỉnh Vĩnh Long. Lúc này ông là Phó Bí thư Tỉnh ủy Vĩnh Long nhiệm kì 2016-2021 với tỉ lệ phiếu thuận là 97,95%.
Ngày 31 tháng 5 năm 2019, Trương Văn Sáu nghỉ hưu, người thay ông làm Chủ tịch HĐND tỉnh Vĩnh Long là Bùi Văn Nghiêm, Phó Chủ tịch thường trực HĐND tỉnh Vĩnh Long.